# فابریزیو دانیسی
فابریزیو دانیسی (انگلیسی: Fabrizio Danese؛ زادهٔ ۲۶ ژوئن ۱۹۹۵) بازیکن فوتبال است.